# Elektrische Bahnprojekte in Ostjütland

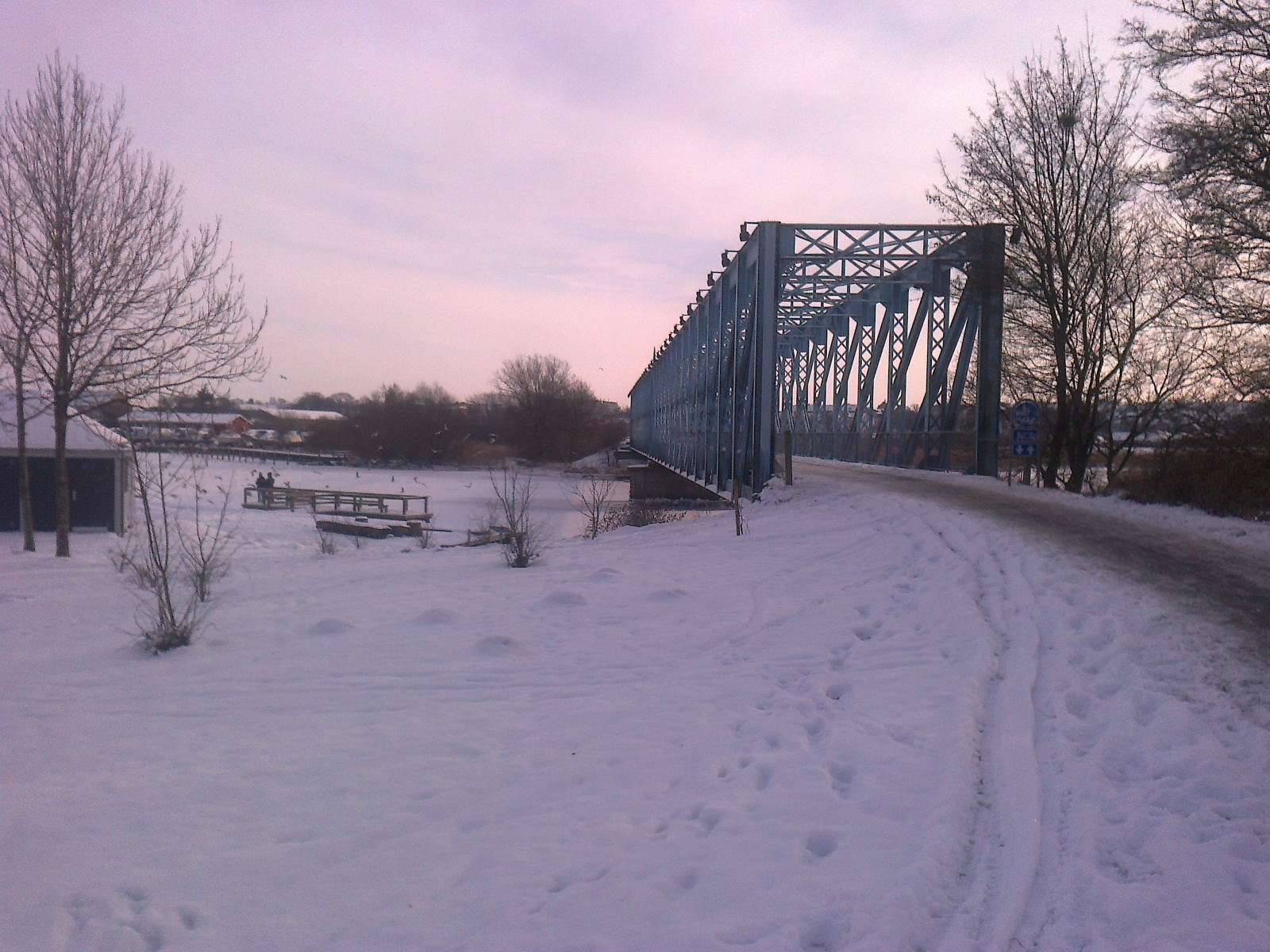
Strømmensbro – diese Brücke hätte die Elektrische Bahn Aarhus–Randers nicht benutzen dürfen

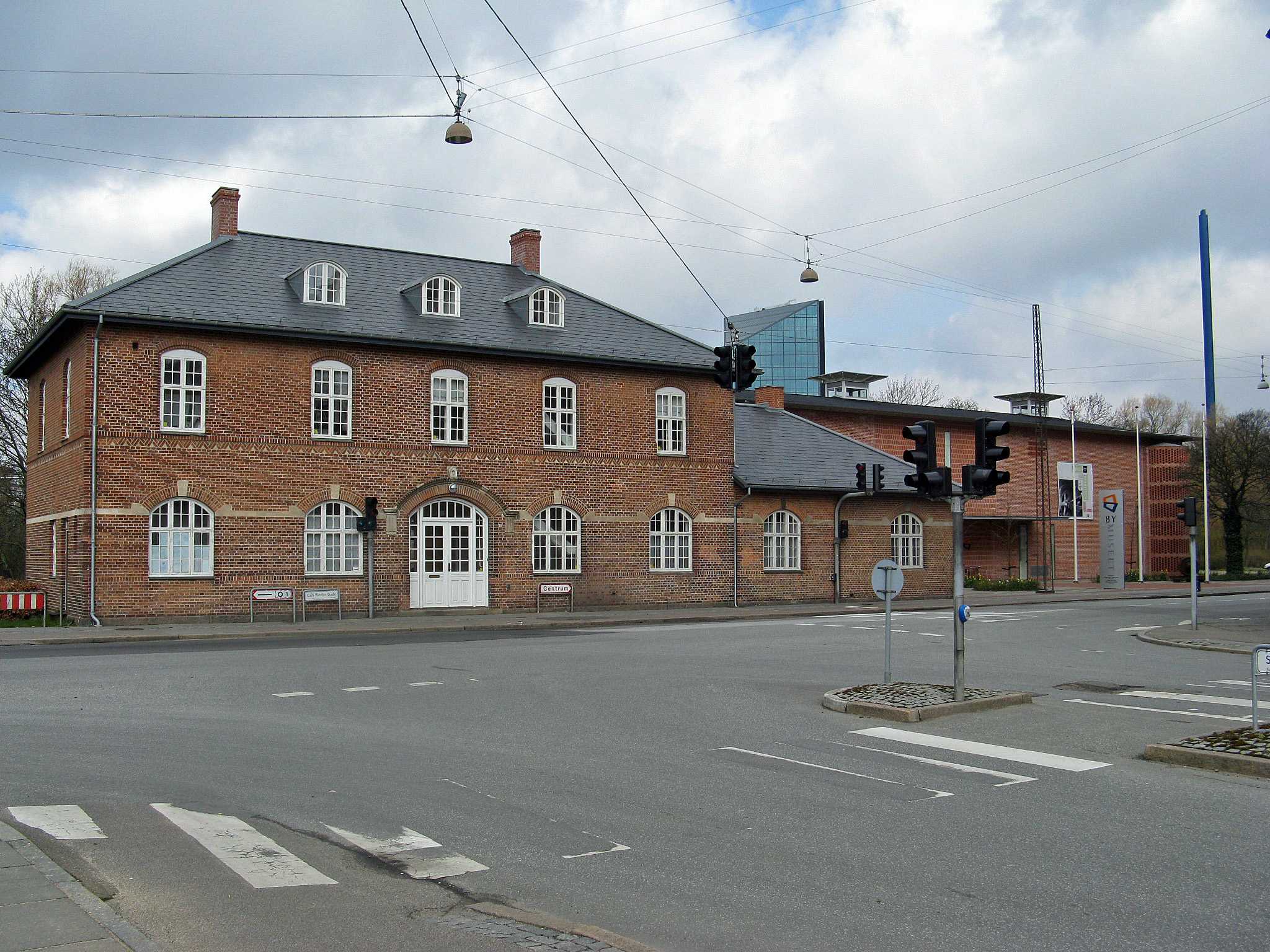
Hammelbanegården wäre der Ausgangspunkt der Elektrischen Bahn in Aarhus gewesen

Elektrische Bahnprojekte in Ostjütland gab es zu Beginn des 20. Jahrhunderts auf der dänischen Halbinsel Jütland in größerem Umfang. Vereinzelt wurden Überlegungen mit elektrisch betriebenen Bahnen in anderen Landesteilen getroffen.
Keines der Projekte wurde als elektrisch betriebene Bahn gebaut, einige davon entstanden jedoch als herkömmliche Eisenbahnen. Der Rest war nach wenigen Jahren vergessen. Die Verbindung Aarhus–Randers war sehr weit geplant und verlor seinen Charakter als elektrische Bahn erst 1914.

## Vor- und Nachteile
Werner von Siemens hatte 1879 die erste brauchbare elektrisch betriebene Eisenbahn in Berlin vorgestellt. Die elektrische Technologie entwickelt sich rasant, in den ersten Städten wurden elektrische Straßenbahnen gebaut und es gab hohe Erwartungen an die Vorteile des elektrischen Betriebs.
Elektrische Bahnen wurden als preiswerte Alternative zu den konventionellen, mit Dampf betriebenen Eisenbahn gesehen. So konnten der Heizer und die vielen Stunden der Vorheizzeit bis zur Betriebsbereitschaft der Dampflokomotive eingespart werden.
Ein Vorteil, den die später erschienen Benzin- und Dieseltriebwagen hatten, war, dass Elektrolokomotiven in der Lage waren, schneller zu beschleunigen. So konnte die Reisezeit zwischen den Haltestellen reduziert werden. Elektrolokomotiven konnten zudem größere Steigungen bewältigen, so dass die Strecken direkter und damit kürzer gebaut werden konnten. Damit konnten die höheren Baukosten für Masten und Oberleitungen kompensiert werden.
Es wurde zudem als ein Vorteil der ersten Projekte mit elektrischen Eisenbahnen gesehen, dass die Bahn Strom zu den kleinen Orten und Gehöften entlang der Strecke bringen würde. Allerdings stellte es sich als Problem heraus, dass die notwendige Infrastruktur noch nicht existierte.

## Projekte
Zwischen 1904 und 1906 gab es in Dänemark folgende Projekte für elektrisch betriebene Bahnen mit insgesamt 420 km Streckenlänge. Mit einer Ausnahme und einigen Veränderungen wurden alle mit dem großen Eisenbahngesetz vom 27. Mai 1908 beschlossen. Das nächste große Eisenbahngesetz vom 20. März 1918 enthält keine dieser elektrisch betriebenen Bahnen mehr.

### Aarhus–Randers
Bei einem Treffen am 13. Mai 1904 in der Spørring Kro bildete sich ein Komitee, um Pläne für eine Elektrische Bahn zwischen Aarhus und Randers zu arbeiten. Der Vorsitzende der Kommission, Bauer Peter Nielsen (1853–1921) aus Lisbjerg Terp, kam 1906 in den Landsting und arbeitete dort für das Projekt.
Sowohl Aarhus und Randers sind von relativ hohen Bergen umgeben, so dass die vorhandene Bahnstrecke zwischen den beiden Orten, die älteste in Jütland und 1862 erbaut, einen großen Umweg über drei Flusstäler sowie über Langå nehmen musste. Es sollte eine direkte Route geschaffen und dabei die Fähigkeit, größere Steigerungen mit Elektrolokomotiven zu bewältigen, ausgenutzt werden.
Zuerst sollte das Mittelstück zwischen Lisbjerg Terp und Ølst gebaut und die Strecke in zwei Zweige geteilt werden. Der westliche Zweig sollte über Ølsted–Trige–Spørring–Ødum–Hadbjerg und der östliche Zweig über Mejlby–Mygind–Sjellebro führen. Zusammen wäre damit ein Netzwerk von 71 km entstanden. Dieser Plan wurde aufgegeben, als der ehemalige Generaldirektor der Danske Statsbaner, Ingenieur I. W. Tegner, erläuterte, dass die Bedienung der Strecke sehr kompliziert wäre.

### Ølstvad–Hornslet
Als der östlichen Zweig der Strecke Aarhus–Randers aufgegeben wurde, wurde neu die Strecke Sjellebro–Ølst als eine Nebenstrecke von Ølstvad nach Hornslet an der Grenaabanen projektiert. Diese sollte 21,3 km lang sein, die in 45 Minuten durchfahren werden sollten. Die Strecke sollte mit vier Bahnhöfen (B) und vier Haltestellen (H) gebaut werden: Brusgård (H), Årslev (H), Clausholm (B), Hørning (B), Sjellebro (B), Lemmer (H), Skørring (H) und Karlby (B).

### Hornslet–Torup Pakhus
Kalø Vigs elektriske Bane sollte Mols mit Aarhus über Hornslet verbinden. In Hornslet sollten die Wagen der Elektrischen Bahn an die Züge der Grenaabane angehängt werden. Über die Fortsetzung nach Ølstvad sollte die Verbindung nach Randers hergestellt werden. Die Strecke hätte 32 km lang sein und über Ugelbølle, Rønde, Feldballe, Agri und Knebel nach Torup Pakhus führen sollen. Dies ist ein Hafen am Knebel Vig, von dem aus Ausflugsschiffe auf der Aarhus Bugt verkehren.
Die Strecke Torup–Hornslet war im Eisenbahngesetz vom 20. März 1918 als konventionelle Bahnstrecke enthalten, wurde jedoch nicht realisiert.

### Randers–Viborg
Diese Strecke sollte von Randers nach Fladbro und durch das Nørreådalen nach Skjern führen, wo sie sich in einen nördlichen und einen südlichen Streckenast aufteilen sollte. Beide Äste sollten in sich in Vejrumbro wieder vereinigen, um über Tapdrup nach Viborg zu führen.  Der südliche Ast sollte eventuell über Bjerringbro zur bestehenden Randers–Viborg bane führen, die dem Gudenå-Tal über Langå folgte.
Die Strecke Vejrumbro–Viborg  wurde 1927 als konventionelle Eisenbahn gebaut, sie ist Teil der Mariager–Fårup–Viborg Jernbane.

### Silkeborg–Kjellerup–Rødkærsbro–Mammen
Silkeborg–Kjellerup–Rødkærsbro Jernbane war bereits im Eisenbahngesetz vom 8. Mai 1894 enthalten, wurde jedoch nicht realisiert. Im Juli 1905 wurde die Strecke als eine 45 km lange Elektrische Bahn vorgeschlagen, die nach Mammen zum südlichen Streckenast der Elektrischen Bahn Randers–Viborg fortgeführt werden sollte.
Im Gesetz von 1908 wurde die Strecke zwischen Rødkærsbro und Kjellerup als konventionelle Eisenbahn aufgeführt, die 1912 realisiert wurde. Die Streckenführung der Elektrischen Bahn wurde im Gesetz von 1908 geänderte und führte von Silkeborg über Ans und Tange an der Langå–Viborg banen zu einem nicht definierten Punkt an der Elektrischen Bahn Randers–Viborg.
Die Strecke Silkeborg–Kjellerup wurde in das Gesetz von 1918 aufgenommen und als konventionelle Eisenbahn 1924 realisiert.

### Grenå–Gjerrild–Allingåbro–Sjellebro
Diese Bahn sollte von Grenaa über Gjerrild–Stenvad–Nørager–Vivild–Ørsted nach Allingåbro an der Randers–Ryomgård–banen führen. Von hier aus sollte sie über den östlichen Streckenast der Elektrischen Bahn Aarhus–Randers (später Nebenstrecke der Verbindung Ølstvad–Hornslet) nach Sjellebro weiterführen. Diese Erweiterung wurde mit dem Gesetz von 1908 gestrichen.
Das Gesetz von 1908 enthielt die Ryomgård–Gjerrild–Grenaa Jernbane, diese teilweise als konventionelle Eisenbahn gebaut wurde: Stenvad–Gjerrild 1911 und Gjerrild–Grenaa 1917. Das Gesetz sah vor, dass die Elektrische Bahn von Allingåbro zu einem Punkt auf der Ryomgård–Gjerrild banen (Laen) gehen sollte, ohne Ørsted zu erwähnen, das eine eigene Strecke nach Holbæk erhielt. Diese Strecke von Allingåbro (jetzt wieder über Oersted) nach Vivild, möglicherweise mit einer Fortsetzung über Nørager zu einer Station der Ryomgård–Gjerrild banen enthielt das Gesetz von 1918 als konventionelle Strecke.

### Ørsted–Voer
Nebenstrecke von Ørsted nach Voer mit einer Fähre über den Randersfjord. Das Projekt wurde im Gesetz von 1908 in eine Bahn von Allingåbro über Ørsted nach Holbæk, eventuell nach Udby und eventuell mit einer Zweigbahn nach Voer erweitert.

### Mellerup–Randers
Die Strecke von Voer sollte eventuell weiter nach Norden über den Fjord von Mellerup nach Randers verlängert werden. Diese Strecke war im Gesetz von 1908 als separater Posten enthalten.

### Weitere Projekte in anderen Landesteilen
- Skive–Vestsalling Jernbane war im Gesetz von 1908 als Elektrische Bahn aufgeführt. Die Realisierung erfolgte, nachdem sie im Gesetz von 1918 in eine konventionellen Eisenbahn geändert wurde.

- Eine 17 km lange Strecke von Wedellsborg nach Aarup an der Den fynske hovedbane war das einzige Projekt einer elektrischen Eisenbahn, das nicht im Gesetz von 1908 enthalten war.

- Banerne på Møn, die 35 km lange Hauptstrecke Møns Klint–Hårbølle und eine Zweigstrecke Rødkilde–Storebro, wurden ursprünglich als elektrische Schmalspurbahn konzipiert. Dies wurde schon vor der Aufnahme in das Gesetz von 1908 in eine normalspurige konventionelle Bahnstrecke geändert.

## Aarhus–Randers Elektriske Jernbane
Nach der Bekanntgabe der Elektrischen Bahn Aarhus–Randers durch das Eisenbahngesetz konnten Einzelheiten des Projekts abgestimmt werden. Ausgangspunkt war ein Projekt der schwedischen Firma Allmänna Svenska Elektriska Aktiebolaget (ASEA) vom Dezember 1906. Diese hatte einen Ausschuss über Schwedens erste normalspurige elektrische Eisenbahn Helsingborg–Råå–Ramlösa Järnväg informiert, deren Elektrifizierung durch ASEA erfolgte. ASEA schickte zwei Ingenieure nach Aarhus, wo sie ein detailliertes Projekt über die Hauptstrecke mit entsprechenden Nebengleisen und die Elektrizitätsversorgung durch ein torfgefeuertes Kraftwerk, das in Karlby Mose bei Hornslet gebaut werden sollte, um die beiden Bahnstrecken und 66 Dörfer mit Strom zu versorgen, vorbereiteten.
Die Strecke sollte mit Schienen mit einem Metergewicht von 25 kg gebaut werden, so dass sie mit einer Höchstgeschwindigkeit von 50 km/h befahren werden hätte können. Die Durchschnittsgeschwindigkeit würde 32 km/h betragen und es würde 1 ½ Stunden dauern, um die Hauptstrecke von 48,3 km Länge zu befahren. Der Mindestkurvenradius betrug 200 Meter, die höchste Steigung sollte 25 ‰ betragen. Dies wäre zu dieser Zeit Dänemarks größte Steigung gewesen (zum Vergleich: die Erhöhung im Grejsdalen betrug 12 ‰).

### Streckenführung
Die Streckenführung musste mit der Finanzierungsfrage verknüpft werden. Nach erfolglosen Versuchen, Investoren in Dänemark, Deutschland oder Frankreich zu finden, gelang es im Frühjahr 1909, eine englische Finanzgruppe zu finden. Diese arbeitete mit der britischen Firma National Electric Construction Company zusammen, die bereits fünf elektrische Straßenbahnen und sechs Kraftwerke errichtet hatte und betrieb. Die Briten wollten die Hauptstrecke Aarhus–Randers finanzieren, meinten jedoch, dass die Nebenstrecke nach Hornslet und Kaløvig nicht profitabel wäre, so dass diese Planung verschoben und später aufgegeben wurde.
Die Gemeinden zwischen Aarhus und Randers waren nicht begeistert von dem Projekt, da sie eine große Garantiesumme für die Strecke unterzeichnen sollten. Diese war in einigen Fällen so groß, dass die Gemeinden die Kommunalsteuer hätten verdoppeln müssen, wenn die Garantiesumme zur Einlösung gekommen wäre. Die Stadträte in Randers und Aarhus, die die Garantien zu genehmigen hatten, waren skeptisch und riefen zu einer Volksabstimmung in den betroffenen Gemeinden auf. Insgesamt waren 61 % für und 39 % gegen die Gewährung von Garantien, nur in Todbjerg-Meilby gab es eine Mehrheit dagegen.
Im Projekt von ASEA sollte die Bahn am Skolebakken in Aarhus beginnen, dann vorbei an Aarhus Østbanegård und Risskov führen. Danach sollte die neue Strecke die Grenåbane an der heutigen Station Vestre Strandalle verlassen. Der Stadtrat von Aarhus Stadtrat hätte eine hohe Garantiesumme gezeichnet und verlangte im Gegenzug, dass die Strecke vom Hammelbanegården über Mølleengen führen sollte, wo die Stadt eine weitere Bebauung bevorzugt hätte. Es wurden zwei Vorschläge gemacht, jedoch war es ungewiss, ob Danske Statsbaner den Hauptbahnhof von Aarhus mit Mølleengen verbinden wollte und das Gelände eventuell benötigen würde.
ASEA schlug vor, den Bahnhof Strømmen an der Randers–Ryomgård–banen als Endstation zu wählen, da keine neue Brücke über die Gudenå gebaut werden sollte. Der Stadtrat von Randers forderte jedoch, dass die Strecke in den Bahnhof von Randers führen solle. DSB war besorgt, dass die elektrische Bahn bis zu zwölf Züge pro Tag in jede Richtung fahren würde, und erlaubte nicht, dass diese die Randers–Ryomgård–bane auf gleichem Niveau kreuzen oder die Strømmensbro, die die Ryomgård–banen über die Gudenå führte, benutzen durfte.
Es war kein Problem, die elektrische Bahn um die Gemeinde Todbjerg-Meilby herumzuführen, so dass dies eine Linienführung – abgesehen von der ungelösten Situation an den beiden Endstationen – mit letztendlich folgenden Bahnhöfe (B) und Haltestellen (H) ergab: Hammelbanegården in Aarhus (B), Katrinebjerg (H), Vejlby (B), Terp (H), Lisbjerg (B), Ølsted (B), Trige (B), Thomasminde (B), Spørring (B), Ødum (B), Halling (H), Skader (B), Voldum (H), Nielstrup (H), Hvalløs (H), Ølstvad (B), (Sønder) Borup (H), Haslund (S) und Randers (B). Die Haltestellen sollten ein bescheidenes Bahnwärterhaus mit Warteraum bekommen.

### Kraftwerksbau
Beim Kraftwerksbau gab es im Gegensatz zu den zu bauenden Bahnstrecken nicht die gleiche Unterstützung in der Bevölkerung. 75 % der Wähler waren dagegen und nur 25 % waren dafür, dass die Gemeinden für die Kraftwerke Garantien abgeben sollten.
Die Briten boten an, die Strecke und das Kraftwerk zu bauen, zu finanzieren und 20 Jahre an die Anliegergemeinden zu vermieten. Es wurde ein Vertrag entworfen, der von den Gemeinden sehr gut aufgenommen wurde. Allerdings waren der Stadtrat und die Amtsverwaltung von Aarhus (dänisch Aarhus Amtsråd) nicht bereit, einen Vertrag zu unterzeichnen, mit dem die Briten mit ihrem Kraftwerk eine Konkurrenz zu den kommunalen Energieversorgungsunternehmen der Stadt werden könnten.
Die Engländer wurden somit gezwungen, Strom beim Elektrizitätswerk in Aarhus zu kaufen. Bei der großen Abnahmemenge vereinbarten sie einen Preis von 7 Øre pro Kilowattstunde, wobei das Stromversorgungsunternehmen einen Normalpreis von 18 Øre verrechnete. Diese Bedingungen wurden im Juli 1911 vereinbart. Allerdings stellte sich heraus, dass das Kraftwerk mit der Vereinbarung Verluste erleiden würde und dass der Berater, der dem Kraftwerk geraten hatte, den niedrigen Preis zu akzeptieren, heimlich für die Briten arbeitete.

### Konzession
Die Konzessionsverhandlungen begannen im September 1910 und waren langwierig, weil DSB viele Fragen über das Projekt stellte. Im März 1912 waren die Bedingungen klar, jedoch hatten die DSB eine Beschränkung der Rechte auf Güterbeförderung auf der Elektrischen Bahn gefordert. Diese Bedingung war für den Ausschuss und die Gemeinden nicht akzeptabel. Der Fall wurde an das Folketing verwiesen, die Druck auf den Verkehrsminister ausübte. Eine neue Konzession vom 3. März 1913 gab der Elektrischen Bahn ein unbegrenztes Beförderungsrecht für Güter auf der Strecke.

### Dieselelektrischer Betrieb
Im Januar 1914 begutachtete die Verantwortlichen der dänischen Eisenbahnen bei Statens Järnvägar in Schweden den ersten weltweit gebauten Triebwagen mit dieselelektrischem Antrieb. Das Fahrzeug war von Diesel Elektriska Vagn Aktiebolaget, einer Tochtergesellschaft von ASEA, entwickelt worden und war zu dieser Zeit bereits sechs Monate in Betrieb.
Da noch immer unklar war, wie die Aarhus-Randers elektriske Jernbane mit Strom versorgt werden sollte, begutachtete der Vorstand der Bahn im Juni 1914 diesen Triebwagen. Es wurde erkannt, dass diese Antriebsart Vorteile hatte, denn sie war unabhängig vom Stromnetz. Im Prinzip hatte das Fahrzeug sein Kraftwerk dabei.
Nach der Besichtigung überlegte der Vorstand, den dieselelektrischen Antrieb einzusetzen, anstatt Oberleitungen zu verlegen. Vorläufige Berechnungen zeigten, dass die Baukosten und der Betrieb kostengünstiger werden würde. Eine gründliche Analyse der Möglichkeit des dieselelektrischen Antriebs war in vollem Gange, als der  Erste Weltkrieg ausbrach. Preissteigerungen und Materialknappheit brachten das Projekt zum Erliegen. Da die Bahn ohne Stromlieferungen aus dem örtlichen Kraftwerk auszukommen schien, wurde im Januar 1915 ARKE (Aarhus, Randers og Kaløvigegnens Elektricitetsselskab) gegründet.

### Ende des Projekts
Im September 1916 lief die Frist für die Kapitalbeschaffung für die Bahnstrecke und im März 1917 die Konzession ab. Der Verkehrsminister weigerte sich, diese Konzession zu erneuern, denn jetzt wollten DSB eine zweigleisige Staatsbahn errichten, die weitgehend mit der Strecke der Elektrischen Bahn zwischen Aarhus und Randers verlaufen sollte. Die beteiligten Kommunen bevorzugten diese Lösung der Staatsbahn, obwohl die DSB nur fünf Bahnhöfe bauen wollte. Die neue Aarhus–Randers–bane wurde mit dem Eisenbahngesetz vom 20. März 1918 beschlossen, jedoch 1922 endgültig gestoppt.